# Polyura arnoldi
Polyura arnoldi är en fjärilsart som beskrevs av Rothschild 1899. Polyura arnoldi ingår i släktet Polyura och familjen praktfjärilar. Inga underarter finns listade i Catalogue of Life.